# La Bête aveugle
Pour plus de détails, voir Fiche technique et Distribution.
La Bête aveugle (盲獣, Mōjū) est un film japonais réalisé par Yasuzō Masumura, sorti en 1969.
Il est adapté du roman homonyme d'Edogawa Ranpo publié en 1931.

## Synopsis
Un sculpteur aveugle enlève et séquestre dans son atelier un modèle pour la soumettre à l'empire des sens afin qu'elle devienne une statue idéale. Comprenant après plusieurs vaines tentatives qu'elle ne pourra fuir ce cauchemar, la victime est peu à peu attendrie et envoûtée par son bourreau.

## Fiche technique
- Titre : La Bête aveugle
- Titre original : 盲獣 (Mōjū?)
- Réalisation : Yasuzō Masumura
- Scénario : Yoshio Shirasaka (ja), d'après le roman de Edogawa Ranpo
- Photographie : Setsuo Kobayashi (ja)
- Décors : Shigeo Mano
- Montage : Tatsuji Nakashizu
- Musique : Hikaru Hayashi
- Production : Edogawa Ranpo et Kazumasa Nakano
- Société de production : Daiei
- Pays de production :  Japon
- Langue originale : japonais
- Format : couleur - 2,35:1
- Genre : drame, horreur, érotique
- Durée : 84 minutes[1]
- Dates de sortie :
  - Japon : 25 janvier 1969[1]
  - France : 3 août 2005[2]
- Classification : film interdit aux moins de 16 ans lors de sa sortie en France[2]

## Distribution
- Eiji Funakoshi : Michio
- Mako Midori (ja) : Aki Shima
- Noriko Sengoku : la mère